# 維亞 (內華達州)
維亞（英語：Vya）是位於美國內華達州瓦肖縣的鬼鎮。

## 歷史
維亞的郵局於1910年設立，其後於1941年停運。

## 地理
維亞所處的海拔為高於海平面1699米（即5574英呎），而該地所採用的時區為UTC-8，即太平洋时区（PST）。同時該地設有夏令時間，為UTC-8調快一小時，即UTC-7（PDT）。